# Wedmore
Wedmore is een civil parish in het bestuurlijke gebied Sedgemoor, in het Engelse graafschap Somerset met 3318 inwoners.

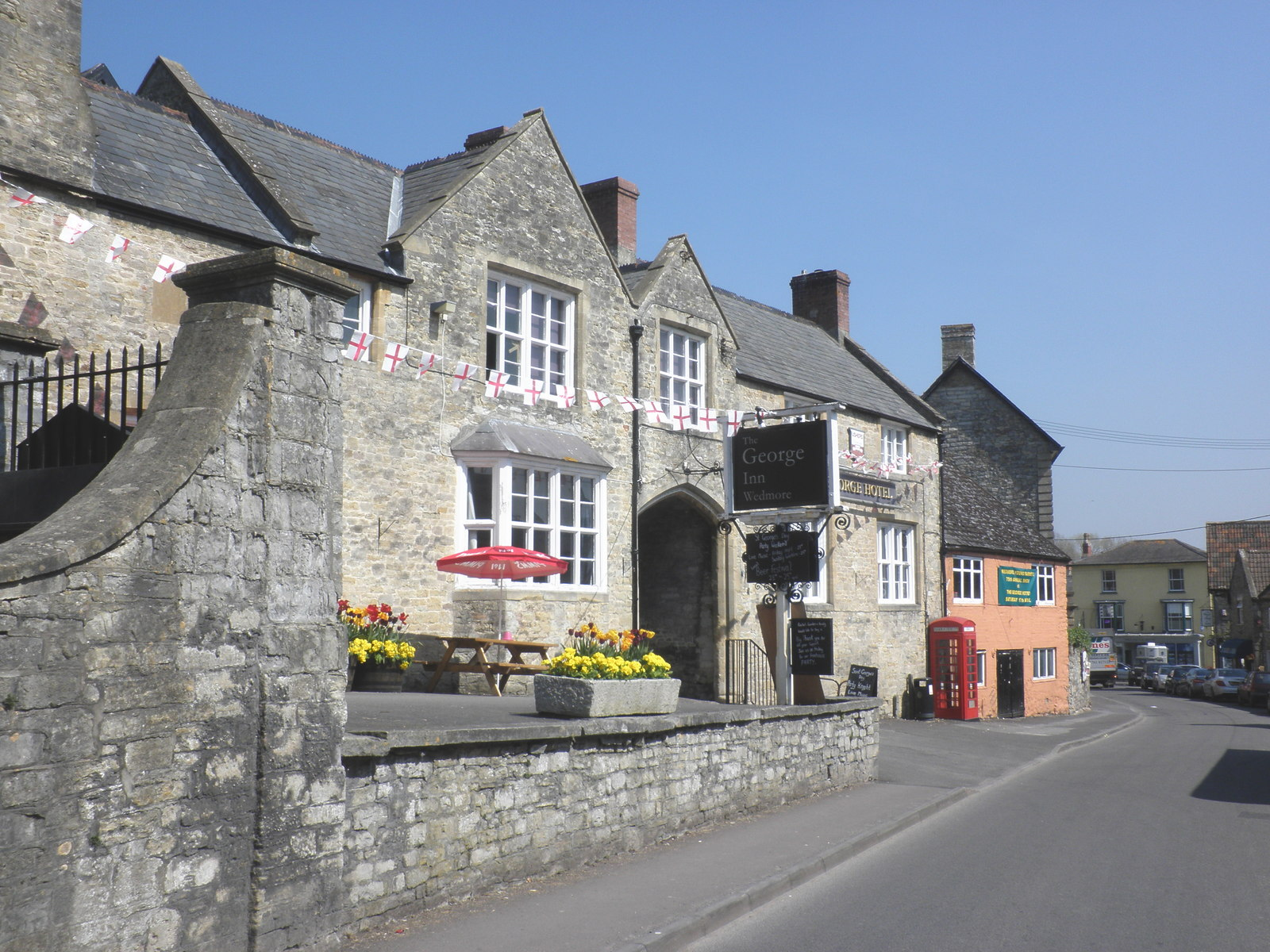
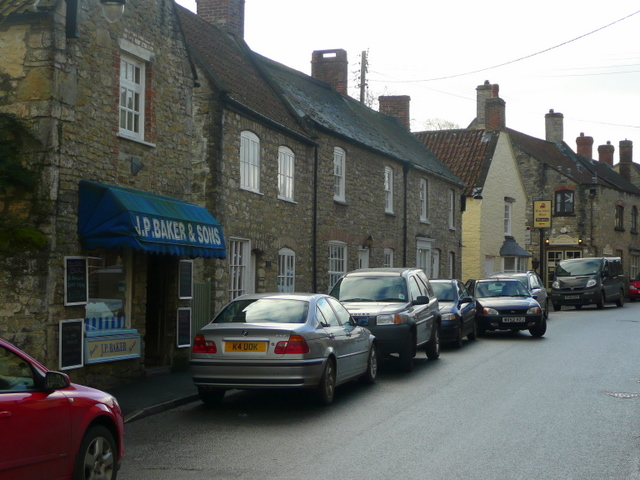
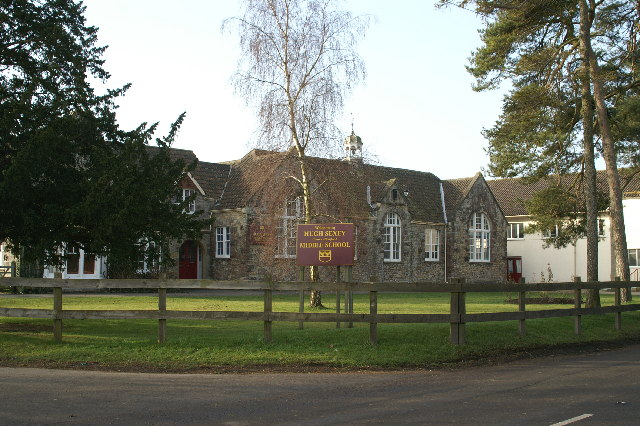
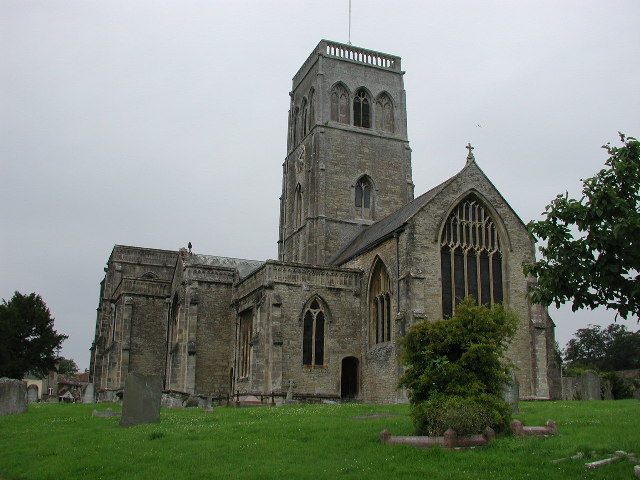
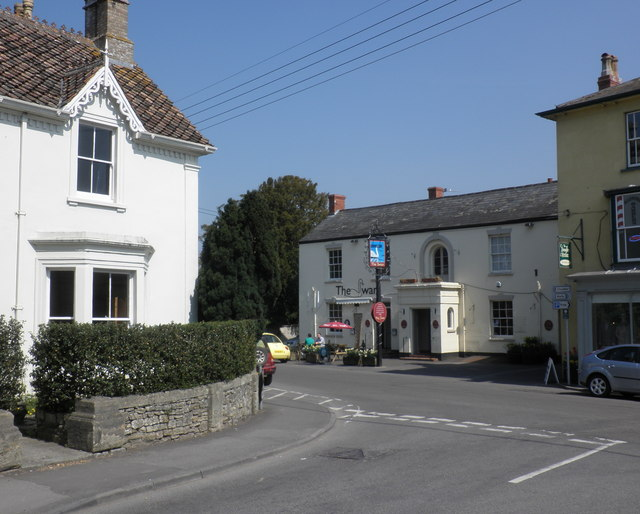